# Pasar Usang
Pasar Usang is een bestuurslaag in het regentschap Padang Panjang van de provincie West-Sumatra, Indonesië. Pasar Usang telt 3907 inwoners (volkstelling 2010).